# Corba de la demanda

Corbes de la demanda i corba d'oferta.

La corba de la demanda és la representació gràfica de la relació matemàtica entre màxima quantitat d'un determinat bé o serveis que un consumidor estaria disposat a comprar i el seu preu
La corba de la demanda junt amb la corba de l'oferta, és una de les eines d'anàlisi teòric emprades en economia neoclàssica per a predir la determinació de preus. El punt d'intersecció entre ambdues corbes rp el nom depunt d'equilibri entre l'oferta i la demanda.